# 후시미노미야 사다후사 친왕
후시미노미야 사다후사 친왕(伏見宮貞成親王)은 무로마치 시대의 황족이다. 세습친왕가 후시미노미야 제3대 당주. 출가 후의 법명은 도킨 뉴도 친왕(道欽入道親王)이며 태상법황 이후의 인호(院号)은 고스코인(後崇光院)이다.
현대 일본 왕실의 한뿌리 조상(共通祖先)이다. 저술로는 간문일기, 춘엽기 등이 있다.

## 생애
어린 시절부터 이마데가와 집안(今出川家)에서 양육되었다. 좌대신 이마데가와 긴나오(今出川公直)나 그 조카인 좌대신 긴유키(公行)가 양부모가 되었고, 사다후사 친왕은 죽는 순간까지도 양부모의 은혜를 잊지 않았다고 한다. 음악이나 와카에 친숙했던 것도 어린 시절 환경의 영향이었다.
오에이(応永) 18년(1411년) 4월 4일, 40세가 되어서야 겨우 아버지 요시히토 친왕에게로 돌아갔으며 후시미 고쇼(伏見御所)에서 원복을 치르고 사다후사라는 이름으로 불리게 되었다.
오에이 23년(1416년) 11월 20일에 요시히토 친왕이 사망하고 그 뒤를 이었던 형 하루히토 왕(治仁王)도 이듬해 2월 11일에 급서하면서 사다후사가 뒤를 잇게 되었다. 하지만 사다후사에게는 그가 형 하루히토를 독살하고 후계를 가로챘다는 혐의가 따라다니게 된다. 고코마쓰인(後小松院)이나 4대 쇼군 아시카가 요시모치로부터의 안도를 받아 상황이 좋지 않은 쪽으로 확대되는 데에는 이르지 않았지만, 후시미노미야 집안은 쇼헤이 일통 무렵에 폐위되어 요시노에 납치된 스코 천황의 정통 적자 계통이었기 때문에 스코 천황의 동생인 고코곤 천황에 의해 재흥된 북조의 계통이었던 당시의 일본 왕통으로부터는 시기와 의심을 받는 경우가 많았다. 오에이 25년(1418년) 7월에는 쇼코 천황의 총애를 받던 나이시(内侍)가 회임하자 천황으로부터 사다후사의 아들이라고 자신도 모르는 밀통 혐의를 받았지만, 이때도 요시모치의 주선으로 사다나리는 기청문을 제출하여 어렵게 궁지를 벗어났다.
또한 후시미노미야 집안은 고코마쓰인이 일찍이 조코도령(長講堂領) 등을 몰수했을 때에 쇼코 천황과 함께 폐위된 동궁 나오히토 친왕이 상속받은 무로마치인령(室町院領)을 대신 받았지만, 사다후사가 무로마치령령 이외의 나오히토의 남긴 영지도 무로마치인령이라고 주장하며 나오히토의 자녀들로부터 몰수하려 들었기 때문에, 양자 사이에 논쟁이 벌어졌다(나오히토의 자녀는 모두 출가하여 자손이 없었기 때문에 최종적으로 그 단절과 함께 후시미노미야령에 편입되었다).
오에이 32년(1425년) 2월 쇼코 천황의 동생인 황태제(皇太弟) 오가와노미야(小川宮)가 사망하고 사다후사는 전부터 병약하여 후사가 없었던 천황의 계승자 후보가 되었고, 4월 16일에는 고코마쓰인의 유자(猶子)로서 친왕선하를 받았다. 그러나 이 일은 천황의 역린을 건드려 사다후사는 불과 3개월 후인 윤6월 3일에 후시미의 지월암(指月庵)에서 머리를 깎게 되었다. 출가한 뒤에는 법호를 도흠(道欽)이라 하였으며, 이후에는 도흠 뉴도 친왕(道欽入道親王)이라 하였다.
이후 그는 남은 반생을 렌카(連歌) ・ 바둑 ・ 스고로쿠 등의 놀이에 빠져 지냈다.
쇼초(正長) 원년(1428년) 7월에 쇼코 천황이 다시금 중태에 빠지고, 이 때에는 6대 쇼군 아시카가 요시노리가 도흠의 제1왕자 히코히토 왕(彦仁王)을 비호하고 고코마쓰인에게 그를 새로운 국왕으로 지명할 것을 촉구하였다. 이에 고코마쓰인은 쇼코 천황이 세상을 떠난 뒤 히코히토 왕을 자신의 유자로 삼고 양국의 의(譲国の儀)를 행함으로써 그를 즉위하게 하였다(고하나조노 천황). 그후에도 고코마쓰인이 계속해서 치천의 군으로써 인세이를 행하였기 때문에 도흠 본인은 눈에 띄는 움직임을 보이지 않았지만, 에이쿄(永享) 5년(1433년)에 고코마쓰인이 사망하면서 천황의 친아버지로써 존재감을 보이게 되었으며, 에이쿄 7년(1435년)에는 새로운 후시미 고쇼(伏見御所)를 지어 그곳으로 옮겨 머물렀다.
분안(文安) 4년(1447년) 11월 27일에 고타카쿠라인(後高倉院)의 선례를 따라 도흠 뉴도 친왕에게는 불등극제(不登極帝)로써 태상천황(太上天皇)의 존호가 올려졌고, 법황(法皇)으로써 우대받게 되었다(고스코인後崇光院). 그러나 도흠은 신중을 기하여 이듬해 2월 22일에 이를 사퇴하였다.
고쇼(康正) 2년(1456년) 8월 29일 세상을 떠났다. 묘소는 후시미 쇼린인노 미사키(伏見松林院陵)이다.

## 같이 보기
- 모리사다 친왕
- 아시카가 요시모치